# Sayadi, Idlib
Sayadi, Idlib (tiếng Ả Rập: الصيادى) là một ngôi làng Syria nằm ở Sinjar Nahiyah ở huyện Maarrat al-Nu'man, Idlib. Theo Cục Thống kê Trung ương Syria (CBS), Sayadi, Idlib có dân số 835 trong cuộc điều tra dân số năm 2004.